# Великі Атмені (Красночетайський район)
Вели́кі Атме́ні (рос. Большие Атмени, чув. Мăн Этмен) — присілок у Чувашії Російської Федерації, центр Великоатменського сільського поселення Красночетайського району.
Населення — 242 особи (2010; 281 в 2002, 287 в 1979, 331 в 1939, 417 в 1926, 312 в 1897, 177 в 1889).
Національний склад (2002):
- чуваші — 98 %

## Історія
До 1863 року селяни мали статус удільних, займались землеробством, тваринництвом, бджільництвом, слюсарством, виробництвом цегли та одягу. На початку 20 століття діяли вітряк та магазин. 1929 року створено колгосп «Мотор». До 1918 року присілок входив до складу Курмиської, а до 1920 року — Красночетаївської волостей Курмиського повіту, до 1921 року — до складу Красночетаївської, до 1926 року — до складу Пандіковської, а до 1927 року — знову до складу Красночетаївської волостей Ядринського повіту. З переходом на райони 1927 року — спочатку у складі Красночетайського, у період 1962–1965 років — у складі Шумерлинського, після чого знову переданий до складу Красночетайського району.

## Господарство
У присілку діють школа, фельдшерсько-акушерський пункт, будинок ветеранів, клуб, бібліоетка. музей, стадіон, пошта, 4 магазини.